# ゲオルク・ベックラー

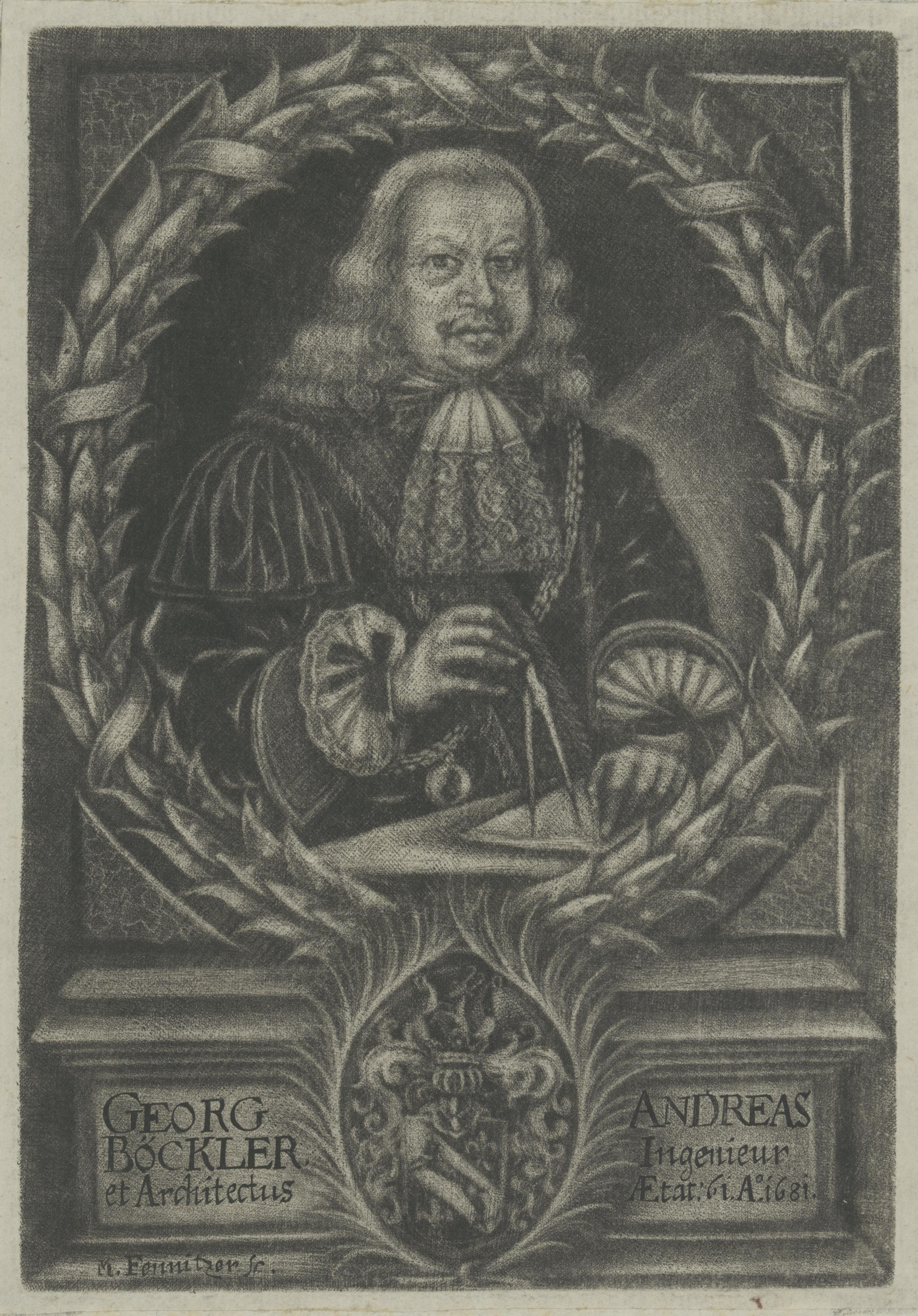
ゲオルク・ベックラー

ゲオルク・ベックラー（Georg Andreas Böckler 、1617年 - 1687年2月21日 in Ansbach）は17世紀、ドイツの建築家、エンジニアである。1687年の、当時の工学技術を多くの図とともに記述した著書、『新しい機械の劇場』（Theatrum Machinarum Novum）の著者として知られる。

## 略歴
現在のバイエルン州のクロンハイムに生まれた。その生涯はよく知られていない。生年を1644年、没年を1698年とすることもある。父親は新教の神父、教授であったとされる。ヴュルテンベルク公のエーバーハルト3世の宮廷建築家であった。破壊された砦の修復を行い前に置かれた。 1673年にはフランス軍によって1689年に破壊されたミュールブルク城の修復の計画をたてた。ベックラーの作った建物は残っておらず、ベックラーの名前はベックラーの残した『新しい機械の劇場』などの多くの書籍で知られる。『新しい機械の劇場』は副題を「水、プロペラ、家畜、手と足を使う便利な種々の碾き臼を示す」とされ、水車や歯車の機構が図示されている。なかには水車の動力で再び水をくみ上げる機構図も含まれている。

## 著書の図版

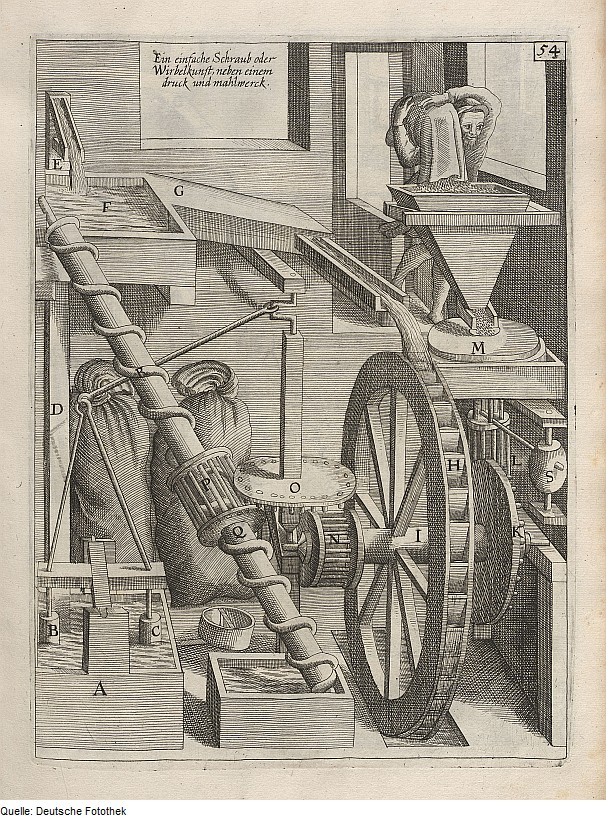
水車の動力でポンプで汲み上げる機構
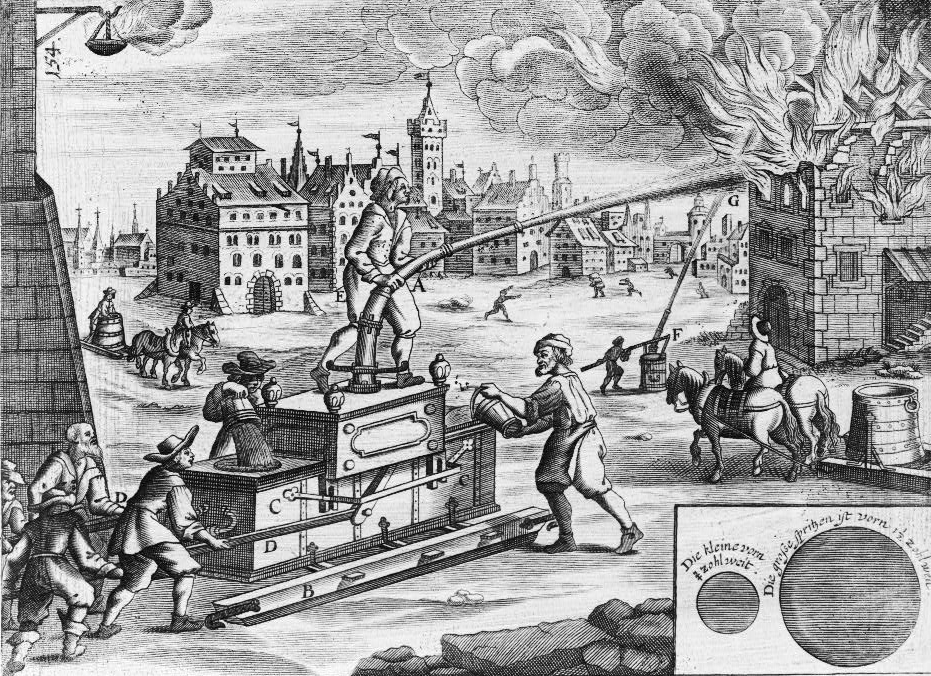
消火ポンプ
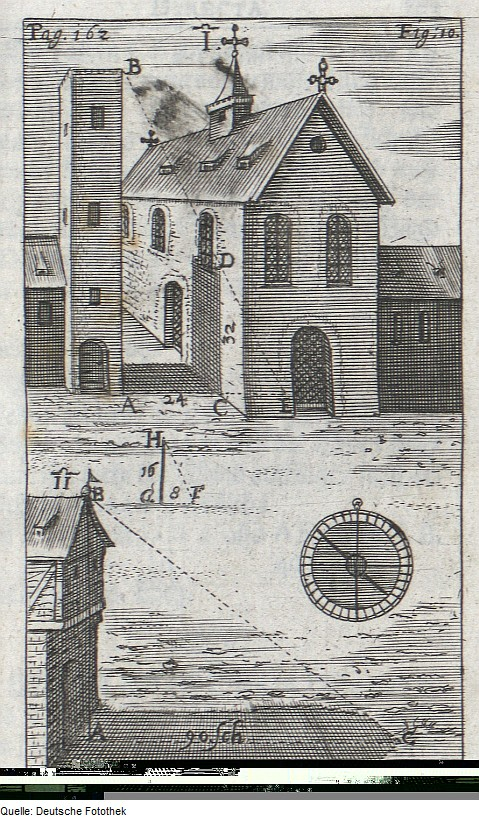
建物の高さを測る方法
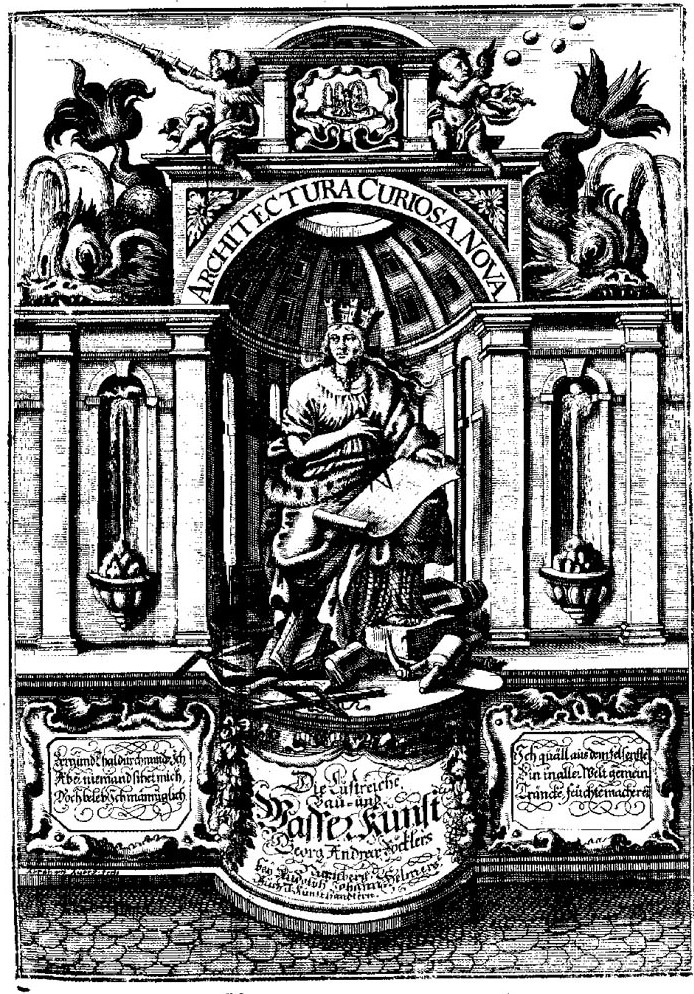
Architectura curiosa nova, 1701
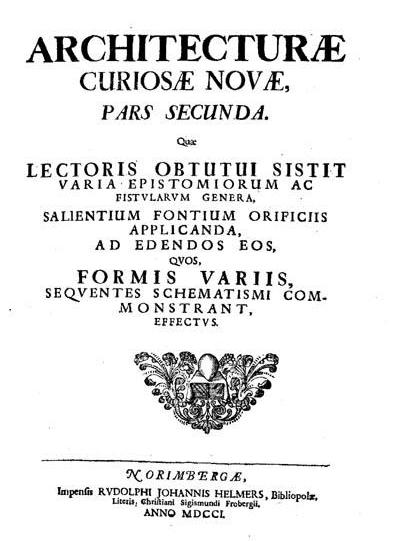
Neue Ergotzliche Sinn-und Kunstreiche auch nutzliche Bau-und Wasser-Kunst vorstellend, 1701

## 著書
- Architectura Curiosa Nova. Nürnberg, 1664 (1704)
- Theatrum Machinarum Novum. Nürnberg, 1661 (1662, 1673, 1703)
- Arithmetica nova militaris (1661)
- Compendium architecturae civilis (1648)
- Nützliche Hauß- und Feldschule. 1678 (1699)
- Wahrhafte Relation von der Vestung der sogenannten Inclination. 1679
- Neu vermehrte Kriegsschule. 1685
- Ars heraldica. 1688